# 제벨 알리

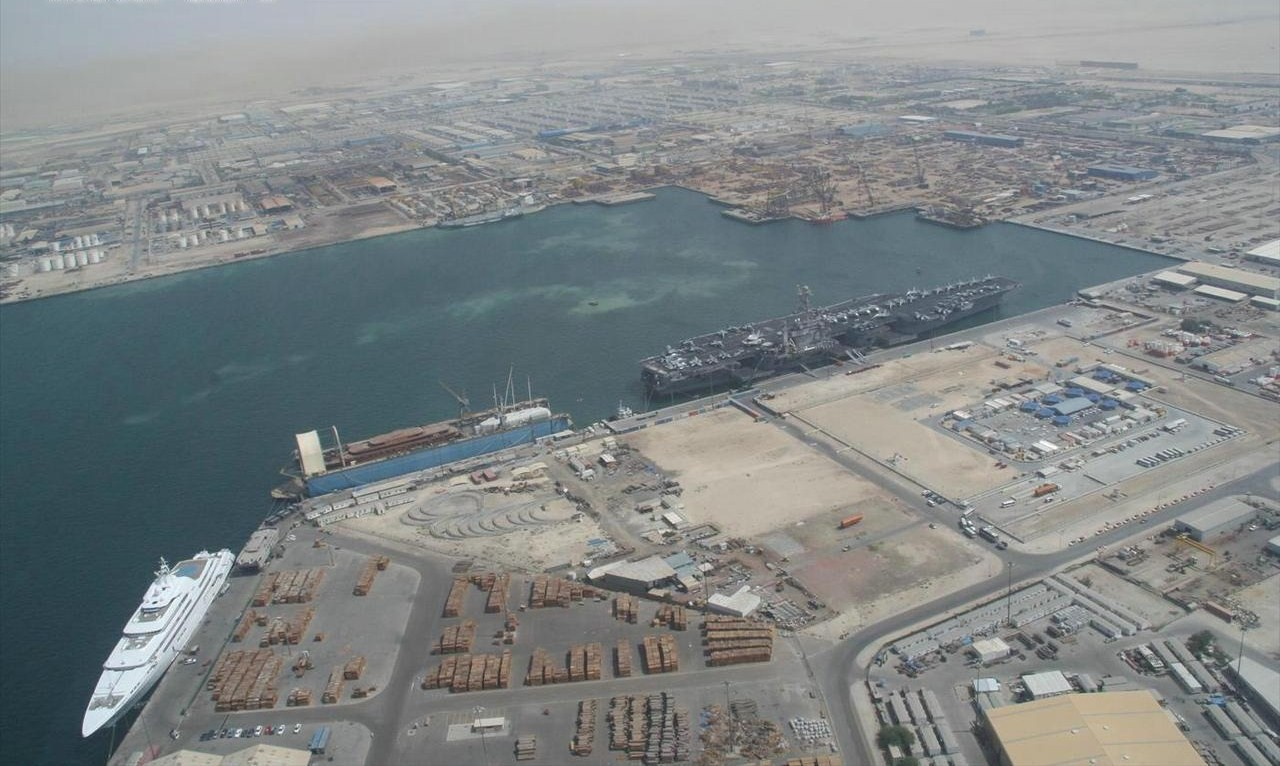
2007년 5월 제벨 알리

제벨 알리(아랍어: جبل علي)은 아랍에미리트 두바이에 지역이다. 제벨 알리 항구는 이 지역에 있으며, 페르시아만에 접한다. 두바이 시내 중심에서 남서쪽으로 35km 거리에 있으며, 아부다비와의 경계에 가깝다.